# Jennifer Stoute
Jennifer Elaine »Jenny« Stoute-Regis, angleška atletinja, * 16. april 1965, Bradford, Yorkshire, Anglija, Združeno kraljestvo.
Nastopila je na olimpijskih igrah v letih 1988 in 1992, leta 1992 je osvojila bronasto medaljo v štafeti 4×400 m, leta 1996 je bila šesta. Na evropskih prvenstvih je v isti disciplini osvojila bronasto medaljo leta 1990, na igrah Skupnosti narodov pa zlato medaljo v štafeti 4x400 m in srebrno v štafeti 4x100 m leta 1990.